# Jan van Gilse
Jan Pieter Hendrik van Gilse (Rotterdam, 11 maggio 1881 – Oegstgeest, 8 settembre 1944) è stato un compositore e direttore d'orchestra olandese.

## Biografia
Proveniente da una famiglia di teologi, Jan van Gilse mostrò una precoce attitudine per il pianoforte e la composizione. Dal 1897 in poi, studiò al conservatorio di Colonia. Dopo la morte del suo insegnante, Franz Wüllner, nel 1902, continuò gli studi con Engelbert Humperdinck a Berlino. Dal 1909 al 1911, studiò in Italia. Nel 1901 van Gilse ricevette il premio Beethoven-Haus a Bonn per la sua (Prima) Sinfonia in Fa maggiore. Nel 1906 gli fu assegnato il premio Michael Beer per la sua Terza Sinfonia, 'Erhebung' ('Elevazione'; per soprano solo e orchestra).
Oltre a comporre, van Gilse sviluppò presto un interesse per la direzione d'orchestra. Iniziò con la Bremen Opera, un incarico che fu seguito da incarichi a Monaco e Amsterdam. Dopo che lo scoppio della prima guerra mondiale rese difficili i viaggi, tornò nei Paesi Bassi. Dal 1917 al 1922 fu direttore dell'Orchestra municipale di Utrecht (Utrechtsch Stedelijk Orkest).
Nel 1921 van Gilse si dimise dall'incarico dopo un conflitto con il consiglio di amministrazione dell'orchestra. Van Gilse era stato attaccato per qualche tempo dal compositore e critico musicale Willem Pijper sul quotidiano Utrechts Dagblad, attacchi che aumentarono di ferocia con il passare del tempo. La richiesta di Van Gilse di negare a Pijper l'accesso ai concerti fu bloccata per così tanto tempo che perse la fiducia e si dimise. Il consiglio in seguito gli rifiutò un concerto d'addio.
Otto anni dopo van Gilse mise su carta le esperienze del suo mandato a Utrecht. L'autobiografia che ne risultò era considerevole e conteneva quasi 350.000 parole. Tuttavia, poiché non risparmiò nessuno o niente (incluso se stesso), van Gilse dubitò che il manoscritto avrebbe mai visto la luce. Fu infine modificato e pubblicato nel 2003.
Durante la seconda guerra mondiale, van Gilse si impegnò attivamente nel movimento di resistenza contro l'occupazione tedesca dei Paesi Bassi. Entrambi i suoi figli, che erano anche loro combattenti della resistenza, furono uccisi dagli occupanti prima che van Gilse stesso soccombesse (probabilmente di polmonite) nell'autunno del 1944. Per proteggere il suo rifugio, fu sepolto in una tomba senza nome fuori dal villaggio di Oegstgeest.
Dal 1933 al 1937 van Gilse fu direttore del conservatorio di Utrecht. Fu anche attivo nella tutela degli interessi dei compositori nei Paesi Bassi. Nel 1911 van Gilse fu uno dei fondatori della Society of Dutch Musicians (Genootschap van Nederlandse Componisten o GENECO). Un anno dopo, fu determinante nella fondazione del Dutch Bureau for Musical Copyrights (Buma).
Lo stile iniziale di Van Gilse è debitore del tardo romanticismo tedesco. Dopo il 1920 circa, tuttavia, diventa più modernista. La sua opera Thijl (1940), spesso considerata il suo capolavoro e probabilmente l'opera più importante nella storia musicale olandese, è una delle sue ultime opere e una concezione totalmente individuale. Un tentativo da parte degli occupanti tedeschi di distruggere tutto il lavoro di van Gilse fu impedito dai suoi collaboratori.
Di recente, l'interesse per van Gilse è aumentato, aiutato dalla pubblicazione della sua autobiografia (curata da Hans van Dijk) e di una biografia. L'etichetta tedesca CPO ha registrato le sue quattro sinfonie completate, con progetti in corso per registrare l'opera Thijl nel prossimo futuro, il tutto sotto la direzione del direttore d'orchestra David Porcelijn.

## Elenco selezionato delle opere
- Sinfonie:
  - Sinfonia n. 1 in fa maggiore [ nl ] (1900–01; registrata)
  - Sinfonia n. 2 in mi bemolle maggiore [ nl ] (1902–1903; registrata)
  - Sinfonia n. 3 in re minore [ nl ], "Erhebung" per soprano e orchestra (1903; registrata)
  - Sinfonia n. 4 in la maggiore (1910–1915; registrata)
  - Sinfonia n. 5 in re maggiore (Frammento; 1922)
- Opere orchestrali:
  - Ouverture da concerto in do minore (1900; registrata)
  - Variazioni su una canzone di San Nicola (1908; registrata)
  - Three Dance Sketches per pianoforte e piccola orchestra (1925–26; registrato come "Concerto per pianoforte")
  - Prologo breve (1928)
  - Preludio a "Der Kreis des Lebens" (1928)
  - Piccolo Valzer (1936)
  - Treurmuziek bij den dood van Uilenspiegel, dall'opera Thijl (1940; registrato)
  - Andante con moto (data incerta, dopo il 1935)
- Opere per voce e orchestra:
  - Sulamith, cantata per soprano e orchestra (1901–02; registrata)
  - Eine Lebensmesse, cantata da Richard Dehmel (1903–04; registrata)
  - Gitanjali Songs per soprano e orchestra
  - Der Kreis des Lebens, cantata (1928-1929)
  - Rotterdam, declamatorio su testo di Jan Prins (incompiuto; 1942)
- Opere:
  - Frau Helga von Stavern, opera su testo di Van Gilse, in tedesco (1911-1913)
  - Thijl, opera tratta dal romanzo di Charles de Coster Gli atti eroici, allegri e famigerati di Uilenspiegel e Lamme Goedzak nelle Fiandre e altrove, su libretto di Hendrik Lindt (1940; registrata)
- Pezzi da camera:
  - Nonetto, per oboe, clarinetto, fagotto, corno, 2 violini, viola, violoncello e contrabbasso (1916)
  - Quartetto per archi, un quartetto per archi incompiuto (1922)
  - Trio per flauto, violino e viola (1927)

## Riconoscimenti
- Premio Beethoven-Haus, nel 1901, per la sua prima sinfonia[1]
- Premio Michael Beer, 1906, per la sua terza sinfonia